# Johannes Josephsen
Simon Eskild Johannes Isak Josephsen (11. května 1868, Qaqortoq – 13. července 1931, Qaqortoq) byl grónský lovec a jihogrónský zemský rada.

## Životopis
Johannes Josephsen byl synem Josepha Pavia a jeho manželky Christiany Amalie Johanne. Pracoval jako lovec a v letech 1911 až 1916 zasedal v první zemské radě Jižního Grónska.
Josephsen zemřel přirozenou smrtí v roce 1931 ve věku 63 let.